# Записи из подземља
Записи из подземља (рус. Записки из подполья) је роман Фјодора Достојевског, први пут објављена у часопису Епоха 1864. Наратив је у првом лицу у облику „исповести“: дело је првобитно објавио Достојевски у Епохи под насловом „Исповест“.
Новела се представља као одломак из мемоара огорченог, изолованог, неименованог приповедача (ког критичари углавном називају Подземним човеком), који је пензионисани државни службеник који живи у Санкт Петербургу. Иако први део новеле има форму монолога, форма приповедачевог обраћања читаоцу је оштро дијалошка. Према Михаилу Бахтину, у исповести Подземља „буквално нема ниједне монолошки чврсте, нераздвојене речи“. Свака реч Подземља антиципира речи другог, са којим улази у опсесивну унутрашњу полемику.
Подземни човек напада савремену руску филозофију, посебно „Шта да се ради?“ Николаја Чернишевског. Уопштено говорећи, ово дело се може посматрати као напад и побуна против детерминизма: идеје да све, укључујући људску личност и вољу, може бити сведено на законе природе, науке и математике.

## Радња
Записи из подземља један је од првих романа које је Достојевски написао након деветогодишњег изгнанства и представља оду антрополошком песимизму, врхунац пишчеве веште анализе комплексности унутрашњих конфликата и људске психе.
Записи су конципирани у виду есејистичких дијалога аутора са неименованим сабеседницима, као и у виду анегдота из пишчевог живота које за циљ имају да појачају визуелну и загушљиву слику подземља. Типичан јунак Достојевског са собом носи добро знане особине промашености и тежње за наполеонистичком сликом у очима других, јер је по сопственом поимању одвећ „књишки и образован“, далеко изнад својих непријатеља и свестан своје умне надмоћи. Упркос томе, опхрван неуспехом и кукавичлуком, он подлеже презиру оних које и сам презире и у горкој чаши понижења проналази сласт и ужитак у осећању безвредности и ништавила. То бескрајно самољубље га попут отрова нагриза због тога што је лажно и извештачено, маска пред самим собом како би поднео реалну слику стварности у којој је поражен и несрећан, дубоко заглибљен у блато сопственог подземља без снаге да нешто промени. Храњен мржњом и дојен презиром, уништава све чега се дотакне, осуђујући највише себе на тај начин. Чак и у тренуцима када га дотакне промисао и постане свестан да љубав заробљава актом потчињавања и туторства, превагне у њему зов покварене и зле нарави која га нагони да поново посегне за насиљем, било вербалним или физичким, као средством свог социјалног општења. За разлику од својих других јунака, Достојевски према аутору „Записа“ не осећа наклоност. Напротив, сматрајући да је имао и сувише шанси да промени своју стварност и заслужи срећу, не нуди му спасење и светлу наду за боље сутра. Овај јунак је своје шансе прокоцкао, немилосрдно се играјући се осећањима других и недужних, оних које беспрекидно повређује. Лиза је највећа жртва његове огорчености и мржње. Дала му је све, своје тело, душу и недужно срце а он је то једним потезом згазио и скрхао. Одабрао ју је као предмет на коме ће излечити своје фрустрације и повређени его; желео је да јој наплати за сва понижења која су му други у животу нанели и за све тренутке слабости које му је својом чистом душом изазвала. Била је жртва на олтару његових падова и искупљење пред сопственом сујетом. Лиза је била физички роб, док је он био и заточеник и тамничар сопствене тамнице, џелат и виновник сопствене судбине. Сам је себе осудио на живот без љубави, огрезао у неморалу и „квази“ свету у коме је он био једини јунак и тријумфадор, носилац трофеја и ордена таштине. Можда га је баш та машта и „жица“ која га је терала да све преувеличава и осудила на живот изван живота, покиданих социјалних веза, у сопственој мрежи осаме и интровертности. Аполон је још једна у низу жртви и показатељ става друштва према њему као особењаку и егоисти. Равнодушност и надменост, главна су обележја социјалног понашања усмереног према писцу „Записа“. И мада је кроз живот навикао да удари у тај зид, највише га од свега вређа супериорност у очима других с обзиром да верује да једини има права да буде „изнад“. Жели да верује да су други „бубе“, недостојни његове пажње и особености, глупи, површни и испразни. Упркос томе, у тим истим људима, он тражи потврду себе и знак да и сам није „буба“ већ духовно надмоћан, умно јачи.
Дубоко потресен својим физичким комплексима, тражи сатисфакцију у вишим сферама ума које је стрпљиво градио, школујући се и напредујући док није доспео у високу службу. Али тамо га чека иста препрека коју је наизглед раније заобишао- презир и неразумевање као одговор на његово ниподаштавање других.
Све док је подземља, биће и писаца „Записа“ свуда око нас. Загледајте се добро у људе око себе и видећете да у свима од њих лежи део мозаика тако комплексне душе попут нашег аутора. А можда је има и у нама самима јер сви носимо записе у себи.
А засигурно – и подземље.

## Теме и контекст
Нарација Подземља оптерећена је идеолошким алузијама и сложеним разговорима о политичкој клими тог периода. Користећи своју фикцију као оружје идеолошког дискурса, Достојевски оспорава идеологије свог времена, углавном нихилизам и рационални егоизам.
У другом делу, зезање које Подземни човек упућује Лизи док седе у мраку, и њен одговор на то, пример је таквог дискурса. Лиза верује да може да преживи и да се уздигне кроз редове своје јавне куће као средство за постизање својих снова о успешном функционисању у друштву. Међутим, као што Подземни човек истиче у свом говору, такви снови се заснивају на утопијском поверењу не само у постојеће друштвене системе, већ и на способност човечанства да избегне корупцију и ирационалност уопште. Ставке изнесене у првом делу о задовољству Подземног што је непристојан и одбија да тражи медицинску помоћ су његови примери колико је идеализована рационалност инхерентно мањкава јер не узима у обзир мрачнију и ирационалнију страну човечанства.
Камени зид је један од симбола у новели и представља све баријере закона природе које стоје против човека и његове слободе. Једноставније речено, правило да је два плус два једнако четири љути Подземног јер жели слободу да каже два плус два једнако пет, али тај Камени зид природних закона стоји испред њега и његове слободне воље.

### Политичка клима
Шездесетих година 18. века Русија је почела да апсорбује идеје и културу западне Европе убрзаним темпом, негујући нестабилну локалну климу. Нарочито је дошло до раста револуционарних активности које су пратиле опште реструктурирање царства где су либералне реформе, које је спровела гломазна аутократија, само изазвале већи осећај напетости и у политици и у грађанском друштву. Многи руски интелектуалци били су укључени у дебату са западњацима с једне стране, и словенофилима с друге стране, забринути за фаворизовање западних реформи или промовисање пансловенских традиција како би се позабавили посебном друштвеном реалношћу Русије. Иако је цар Александар еманциповао кметове 1861. године, Русија је још увек била постсредњовековно, традиционално сељачко друштво.
Када су Записи из подземља написани, дошло је до интелектуалног врења у расправама о религиозној филозофији и разним 'просветљеним' утопијским идејама. Дело је изазов и метод разумевања већих импликација идеолошког нагона ка утопијском друштву. Утопизам се углавном односи на колективни сан једног друштва, али оно што мучи Подземног човека је управо ова идеја. Поента коју Подземни човек износи је да ће се појединци на крају увек бунити против колективно наметнуте идеје раја; утопијска слика као што је Кристална палата увек ће пропасти због основне ирационалности човечанства.

## Стил писања
Иако је роман написан у нарацији у првом лицу, "ја" никада није откривено. Синтакса понекад може изгледати „вишеслојна;“ субјекат и глагол су често на самом почетку реченице пре него што објекат уђе у дубину приповедачевих мисли. Наратор понавља многе своје концепте.
У 11. поглављу, наратор говори о својој инфериорности према свима око себе и описује слушање људи као „слушање кроз пукотину испод пода“. Реч "подземље" заправо долази од лошег превода на енглески. Бољи превод би био простор за пузање: простор испод пода који није довољно велик за човека, али где живе глодари и бубе. Према руском народном предању, то је такође место где живе зли духови.

## Наслеђе
Изазов који је Подземни човек поставио према идеји „просвећеног“ друштва поставио је основу за касније писање. Дело је описано као „вероватно најважнији појединачни извор модерне дистопије.“
Белешке из подземља имале су утицаја на различите ауторе и дела из области филозофије, књижевности и филма, укључујући:
- списи Фридриха Ничеа
- Преображај (1915), новела Франца Кафке
- Невидљиви човек (1952), Ралфа Елисона
- Таксиста (1976), режија Мартин Скорсезеа
- Записи из подземља (1995), филмска адаптација новеле Достојевског, коју је режирао Гери Волков, са Хенријем Чернијем и Шерил Ли у главним улогама.
- Унутра (2012), у режији Зекија Демиркубуза
- Записи из подземља (2014), Роџера Скрутона